# Calimera
Calimera är en ort och kommun i provinsen Lecce i regionen Apulien i Italien. Kommunen hade 7 009 invånare (2017).